# Let Them Talk
Let Them Talk (в переводе с англ. — «Пусть говорят») — дебютный альбом британского актёра и музыканта Хью Лори, состоящий из классических блюзовых песен и выпущенный 9 мая 2011 года. 
Несколько композиций были записаны совместно с Томом Джонсом, Ирмой Томас и Доктором Джоном. Лори, кроме того, что исполнил основные вокальные партии, также играл на фортепиано и гитаре. Ему аккомпанировали Кевин Брейт на гитаре и Винсент Генри на саксофоне. Пластинка была спродюсирована Джо Хенри и включала духовые аранжировки Аллена Туссейнта.

## Об альбоме
22 марта 2011 года Хью Лори представил некоторые песни из альбома в небольшом новоорлеанском клубе. 
В Великобритании он выступал на Union Chapel в Лондоне, на Cheltenham Jazz Festival, в Warwick Arts Centre (Ковентри) и в Королевском Северном колледже музыки (Манчестер). Он также появился в нескольких телепередачах, включая The Graham Norton Show и Later... with Jools Holland на канале BBC Two, и дал интервью в Chris Evans Breakfast Show на BBC Radio 2. 15 мая 2011 года в очередном эпизоде телевизионного цикла Perspectives производства ITV Лори признался в любви к музыке Нового Орлеана и исполнил песни из этого альбома:
В моем воображении Новый Орлеан буквально источает музыку, романтику, радость и отчаяние. Его ритмы вошли в мою застенчивую английскую душу и время от времени делали меня таким счастливым или грустным, что я даже не знал, что делать. И только теперь я понял, насколько сильно люблю эту музыку.Хью Лори.
Диск дебютировал на втором месте британского чарта, возглавил австрийский хит-парад и достиг первой десятки в Германии, Франции и Швейцарии.

## Список композиций
| №   | Название                                                             | Длительность |
| --- | -------------------------------------------------------------------- | ------------ |
| 1.  | «St James’ Infirmary»                                                | 6:25         |
| 2.  | «You Don’t Know My Mind»                                             | 3:39         |
| 3.  | «Buddy Bolden’s Blues»                                               | 3:12         |
| 4.  | «The Whale Has Swallowed Me»                                         | 3:37         |
| 5.  | «John Henry» (featuring Irma Thomas)                                 | 3:34         |
| 6.  | «They’re Red Hot»                                                    | 1:11         |
| 7.  | «Six Cold Feet in the Ground»                                        | 4:55         |
| 8.  | «Battle of Jericho»                                                  | 3:47         |
| 9.  | «After You’ve Gone» (featuring Dr. John)                             | 4:09         |
| 10. | «Swanee River»                                                       | 2:43         |
| 11. | «Police Dog Blues»                                                   | 3:33         |
| 12. | «Tipitina»                                                           | 5:06         |
| 13. | «Whinin’ Boy Blues»                                                  | 2:59         |
| 14. | «Baby, Please Make a Change» (featuring Sir Tom Jones & Irma Thomas) | 4:57         |
| 15. | «Let Them Talk»                                                      | 4:10         |
| 16. | «It Ain’t Necessarily So» (Bonus Track)                              | 3:44         |

## Чарты
| Страна             | Место |
| ------------------ | ----- |
| Австралия          | 37    |
| Австрия            | 1     |
| Бельгия (Валлония) | 4     |
| Бельгия (Фландрия) | 22    |
| Великобритания     | 2     |
| Германия           | 8     |
| Ирландия           | 14    |
| Испания            | 40    |
| Нидерланды         | 25    |
| Новая Зеландия     | 26    |
| Норвегия           | 40    |
| Польша             | 22    |
| Россия             | 18    |
| Финляндия          | 30    |
| Франция            | 2     |
| Чехия              | 7     |
| Швейцария          | 4     |

| Сингл                    | Места в чартах | Места в чартах |
| Сингл                    | Австрия        | Франция        |
| ------------------------ | -------------- | -------------- |
| «You Don’t Know My Mind» | 47             | —              |
| «St James’ Infirmary»    | —              | 92             |